# Festival Thyme
Festival Thyme ist eine EP der texanischen Band … And You Will Know Us by the Trail of Dead und wurde am 21. Oktober 2008 quasi als Vorschau auf das sechste Studioalbum The Century of Self über das bandeigene Label Richter Scale Records/Justice Records veröffentlicht.

## Zur EP
Die EP enthält in der normalen Version mit Bells of Creation und Inland Sea zwei Tracks, die auch auf dem Album The Century of Self zu finden sind. Darüber hinaus wurden 3000 Exemplare einer Limited Edition Vinyl Picture Disc veröffentlicht, die mit Within Your Reach die Coverversion eines Songs der Band The Replacements enthält.
Roger Casement, der im Titel des vierten Tracks genannt wird, war ein irischer Nationalheld.

## Trackliste

### CD
1. Bells of Creation (Machete Mix) – 5:32
2. Inland Sea (EP Edit) – 3:41
3. Festival Thyme – 2:17
4. The Betrayal of Roger Casement & the Irish Brigade – 5:44

### Limited Edition
1. Bells of Creation (Machete Mix) – 5:32
2. Within Your Reach (Paul Westerberg)
3. Festival Thyme – 2:17
4. The Betrayal of Roger Casement & the Irish Brigade – 5:44

## Besetzung
- Conrad Keely: Gesang, Gitarre, Schlagzeug, Klavier
- Jason Reese: Schlagzeug, Gesang, Gitarre
- Kevin Allen: Gitarre, Gesang
- Aaron Ford: Schlagzeug, Klavier, Gesang
- Jay Phillips: Bass, Gesang
- Clay Morris: Klavier, Gesang